# 작은오시쿠도
작은오시쿠도(Oxymycterus hiska)는 비단털쥐과에 속하는 남아메리카 설치류이다. 안데스산맥 동부 경사면의 볼리비아와 페루에서 발견된다.

## 분포
작은오시쿠도는 해발 600~3,500m 고도의 페루와 볼리비아 안데스산맥 동부 경사면의 습윤 저산새 숲과 일차림과 이차림 폴리레피스속 삼림 지대에서 서식한다. 페루에서는 드물지만 볼리비아에서는 좀더 흔하다. 일부 경작지에서도 발견될 수 있다. 개체군 크기는 안정적으로 보인다.

## 생태
작은오시쿠도는 낮과 밤 모두 활동적이고, 육상성 서식지에서 생활한다. 부엽토 속에서 작은 무척추동물을 파내 먹는다. 번식 습성에 대해서는 크게 알려져 있지 않지만 우기철이 끝나는 시기(3월~4월)에 번식을 하는 것으로 추정된다.